# Max Beckmann

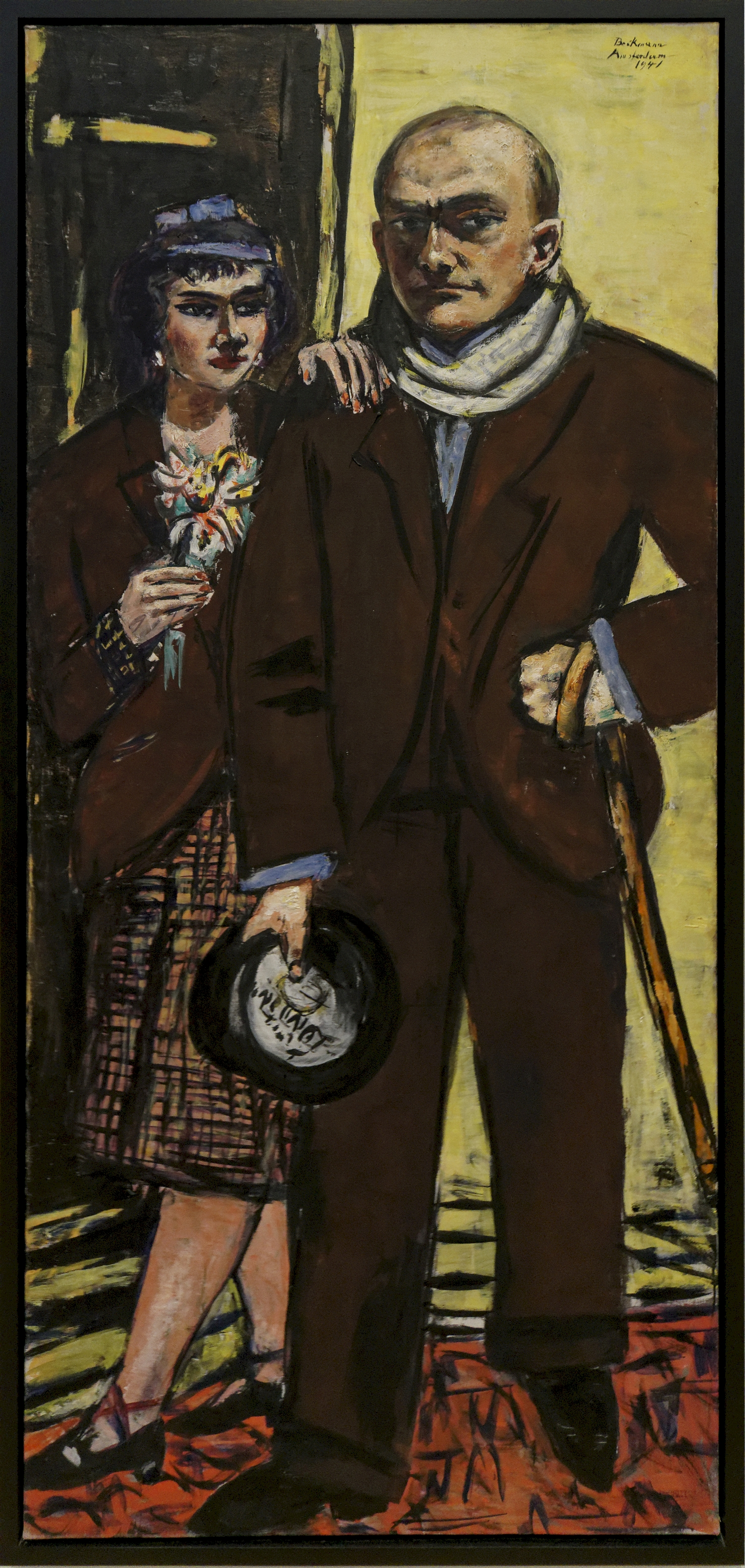
Obraz artysty z 1941

Max Beckmann (ur. 12 lutego 1884 w Lipsku, zm. 27 grudnia 1950 w Nowym Jorku) – niemiecki malarz, rysownik, rzeźbiarz, grafik i pisarz. Tworzył w konwencji ekspresjonistyczno-symbolicznej. Członek Berlińskiej Secesji.

## Życiorys
Max Beckmann urodził się jako trzecie dziecko Antonie i Carla Beckmannów w Lipsku. Rodzice pochodzili z Brunszwiku, gdzie ojciec był młynarzem. Po wybuchu I wojny światowej Max Beckmann został jej zagorzałym przeciwnikiem, gdyż uważał ją za narodowe nieszczęście. W 1915 przeżył załamanie nerwowe. Te wydarzenia znacznie wpłynęły na jego twórczość. Zaczął tworzyć dzieła o tematyce religijnej i mitologicznej.
Po powstaniu III Rzeszy został wykładowcą na Städelschule we Frankfurcie. W 1937 roku emigrował do Amsterdamu. Latem 1947 otrzymał z drugą żoną Quappi, czyli Mathilde Kaulbach, wizę do USA.
Zmarł na udar mózgu na ulicy na Manhattanie.